# St. Johannes der Täufer (Seßlach)

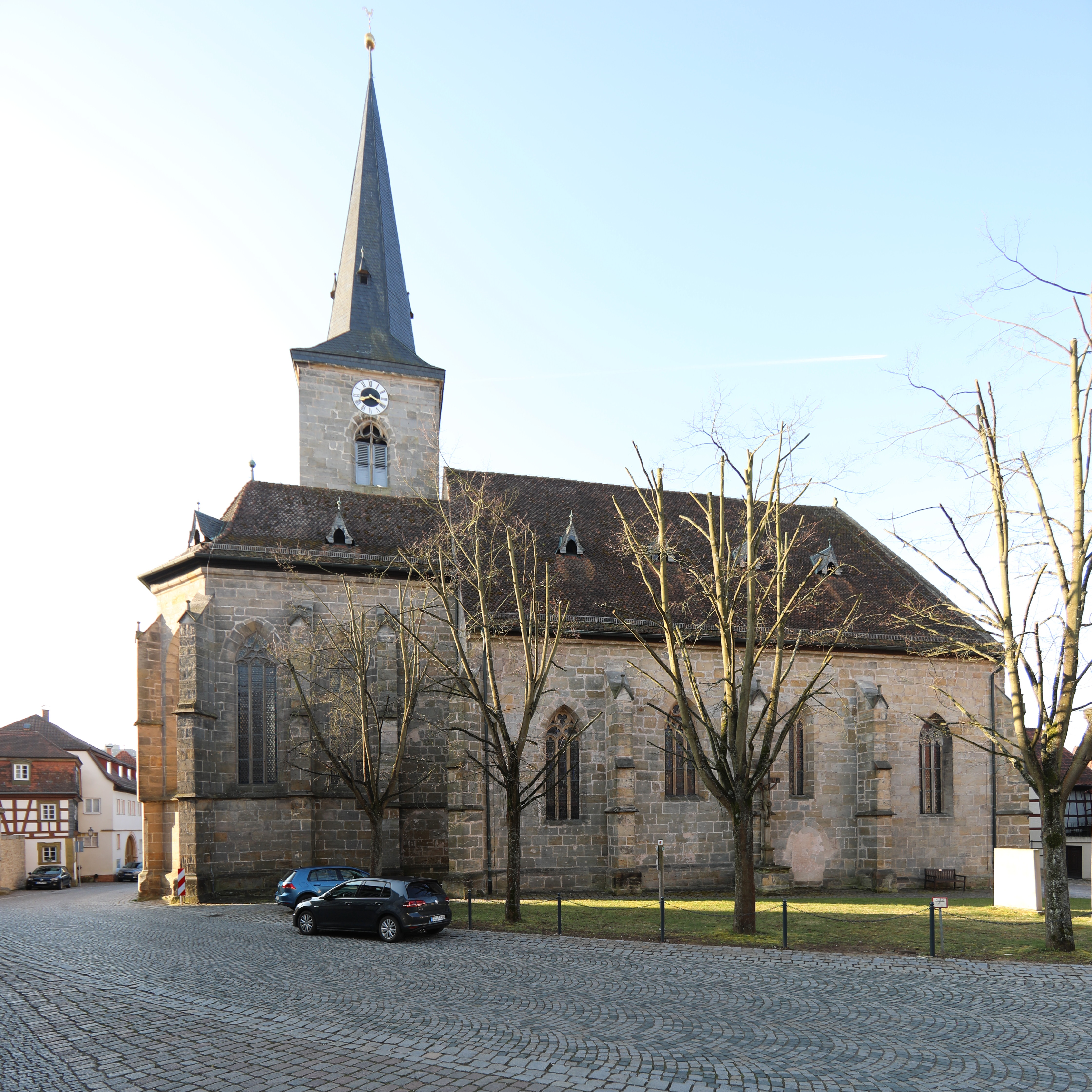
Stadtpfarrkirche St. Johannes der Täufer in Seßlach

Die römisch-katholische Stadtpfarrkirche St. Johannes der Täufer der oberfränkischen Gemeinde Seßlach im Landkreis Coburg steht in der Mitte des Ortes. Es ist eine spätgotische Staffelhallenkirche aus dem 15. Jahrhundert, deren Turmsockelgeschoss wahrscheinlich auf eine Chorturmkirche des 13. Jahrhunderts zurückgeht.

## Geschichte
Eine Pfarrei entstand in Seßlach wohl im 9. Jahrhundert. Als eine der frühesten Pfarreien in der weiteren Umgebung wird sie zu den Urpfarreien gezählt und unterstand mehrere Jahrhunderte lang dem Hochstift Würzburg. Der Schutzpatron, der heilige Johannes der Täufer, verweist als Missionsheiliger auf die Funktion der Pfarrei als Stützpunkt der Slawenmission. Mit Gunther wurde ein Pfarrer erstmals 1296 genannt und die erste urkundliche Erwähnung der Pfarrkirche folgte 1316. Das Turmsockelgeschoss ist der Rest einer kleinen Chorturmanlage, die wahrscheinlich im späten 13. Jahrhundert errichtet und in den folgenden Jahrhunderten mehrmals umgebaut und erweitert wurde. Im 15. Jahrhundert wurde das Langhaus durch westliche und nördliche Anbauten zur Staffelhalle ausgebaut. Den Chor ließ die Kirchengemeinde nördlich neben dem Turm in der zweiten Hälfte des 15. Jahrhunderts errichten, mit der Folge, dass er nicht zentral ausgerichtet war. 1694 wurde abschließend das nördliche Westportal eingefügt und dabei eine zweigeschossige Empore eingebaut. Eine Barockisierung des Langhauses führte zwischen 1756 und 1764 der Stuckator Johann Christian Beutner durch. Dabei entstanden auch die Deckengemälde. Der Turmhelm auf dem Turmobergeschoss von 1584 ist mit der Jahreszahl 1759 bezeichnet. Neugotische Veränderungen erfolgten 1887/88 bei einer Restauration.

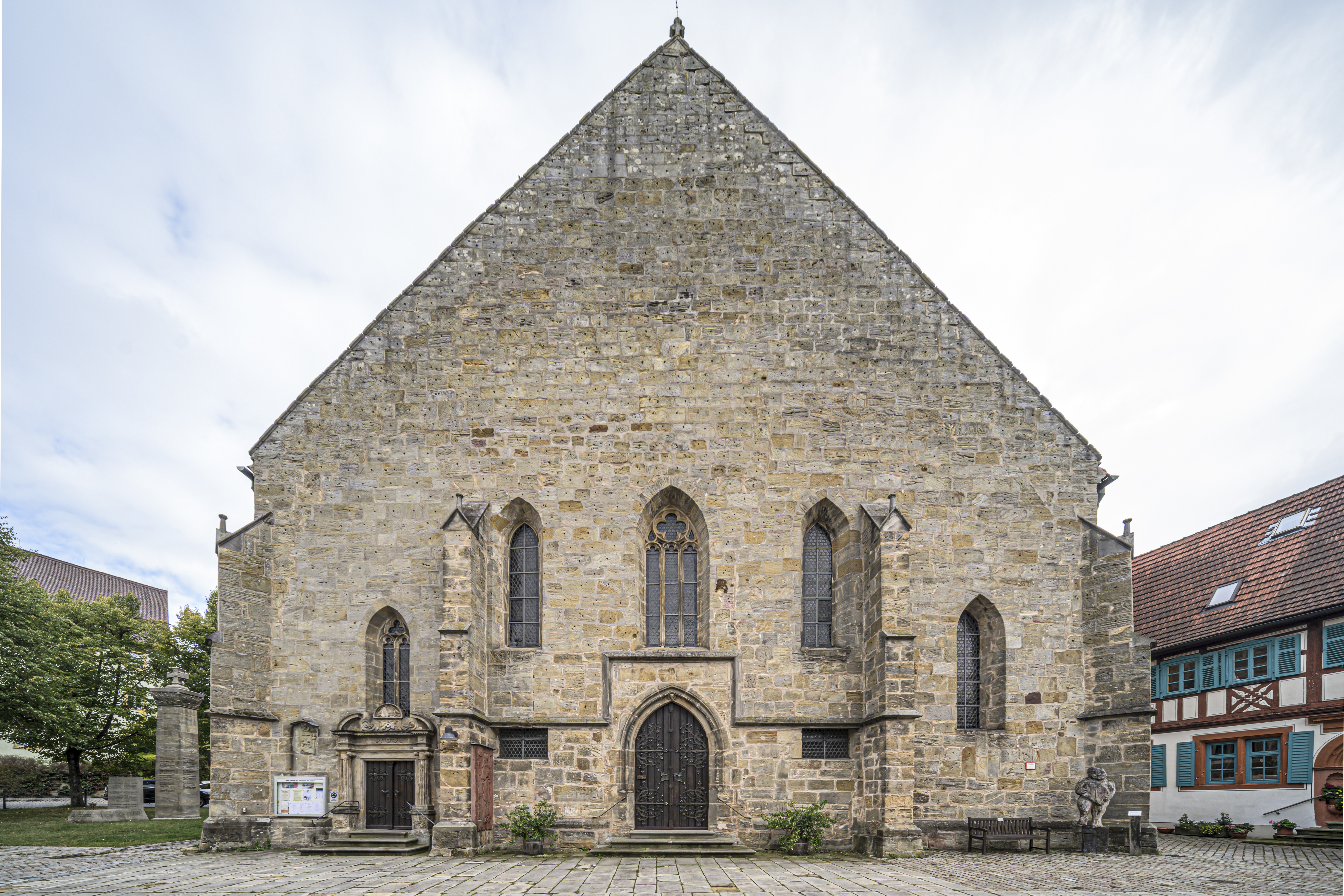
Westgiebel mit kleiner Pforte

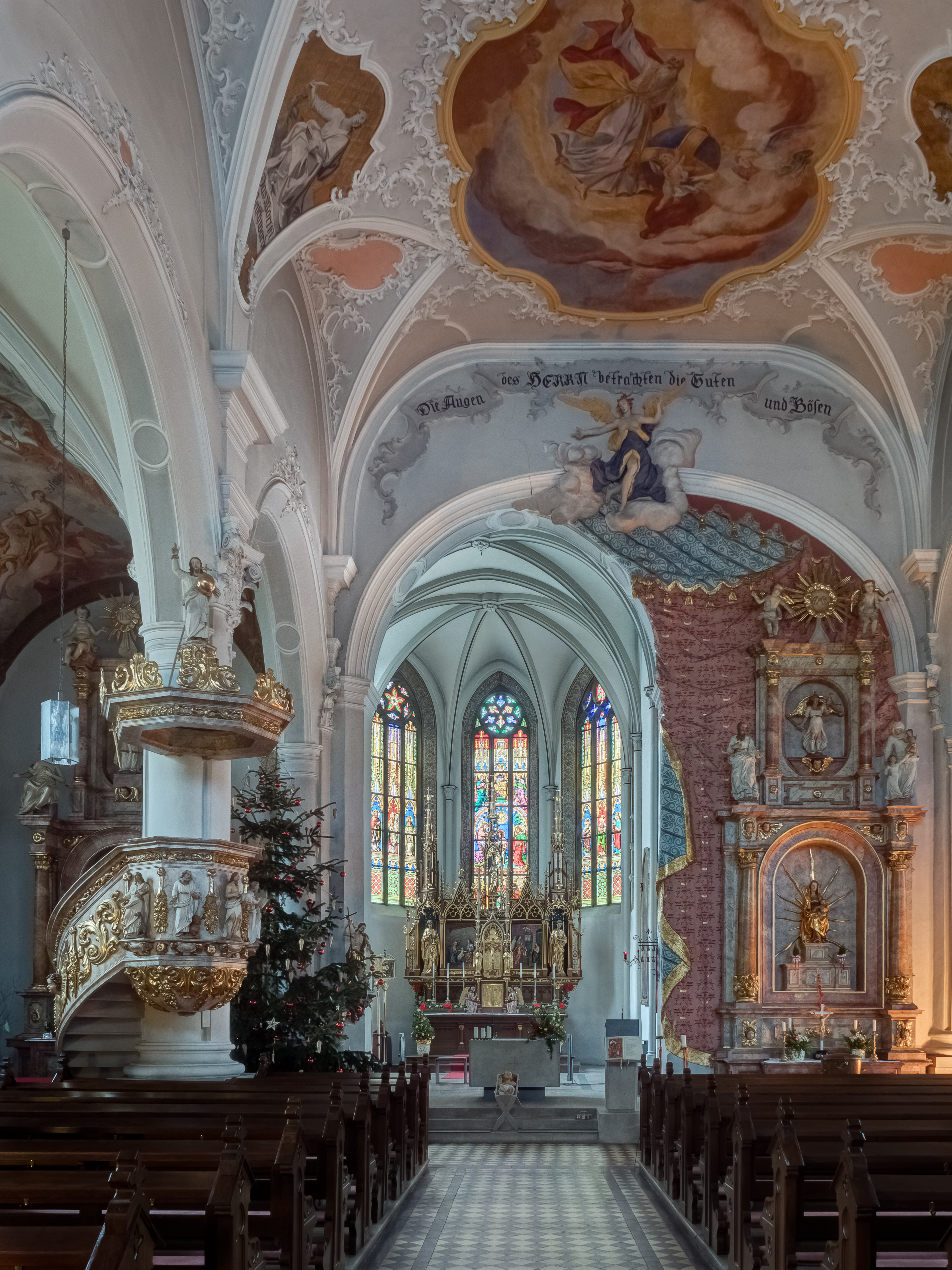
Hauptschiff

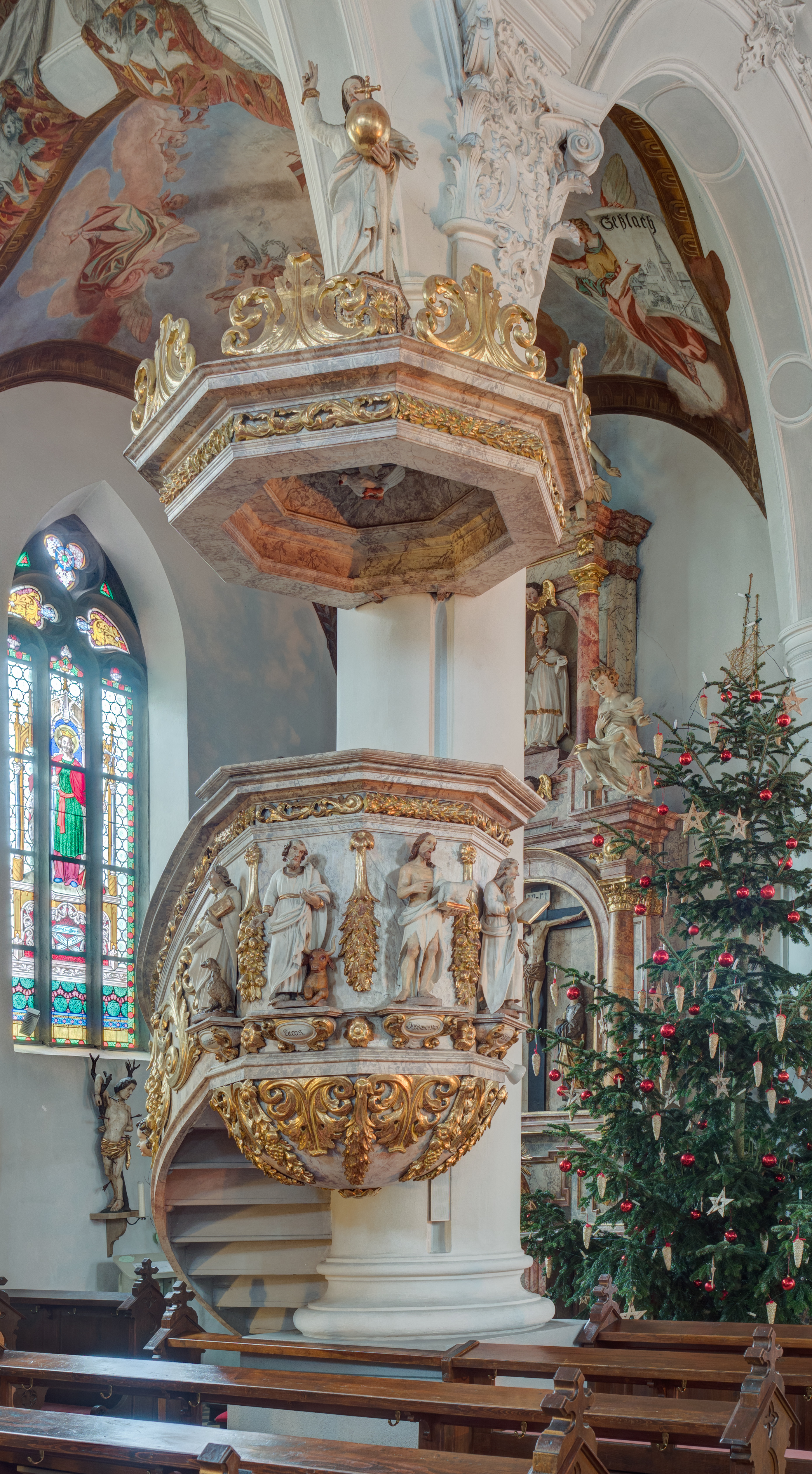
Kanzel

## Bauwerk
Der spätgotische Kirchenbau hat ein im Grundriss fast quadratisches Langhaus mit einer Länge von 22 Metern, einer Breite von 20 Metern und einer Höhe von 12,5 Metern. Es wird von einem Satteldach überspannt. Die dreischiffige Staffelhalle hat vier Joche, die von sechs Pfeilern getragen werden. Das Mittelschiff wird von barocken Korbbogengewölben überspannt. Den Innenraum prägt die im Verhältnis zum Hauptschiff stark nach Norden verschobene Achse des Chores. Mit einem stuckierten Vorhang rechts vom Chorbogen soll der Chorraum doppelt so groß wirken und die Asymmetrie kaschiert werden. Auf einem eingezogenen Lattengewölbe wurden die Stuckierung und Freskierung aufgebracht, im östlichen Joch der Seitenschiffe sind zwei Hängekuppeln eingefügt.
Der Chorraum ist neben dem alten Chorturm achsversetzt angebaut. Der mit Strebepfeilern versehene, stark eingezogene Chor hat zwei Joche und einen Fünfachtelschluss. Er wird von einem neugotischen Kreuzrippengewölbe, einem Ziergewölbe aus Gips, überspannt; darüber befindet sich ein abgewalmtes Dach. Den 56 Meter hohen, viergeschossigen Kirchturm prägt ein Achteckhelm.
Strebepfeiler und dreibahnige Spitzbogenfenster mit originalem Maßwerk aus dem 15. Jahrhundert mit genasten Fischblasen und Rosettenformen gliedern die Fassade aus unverputzten Sandsteinquadern. Die westliche Giebelwand hat eingeschlagene Zangenlöcher.

## Ausstattung
Der neugotische Hochaltar von 1893 zeigt auf zwei Bildtafeln neben dem Expositorium des Tabernakels mit dem Standkreuz links die Geburt Christi und rechts die Verkündigung an Maria, flankiert von Figuren des Apostels Johannes und Johannes des Täufers. Bekrönt wird der Hochaltar durch den auferstandenen Christus.
Das Altarretabel im nördlichen, linken Seitenschiff enthält eine Kreuzigungsgruppe aus farbig gefassten Holzfiguren. Darüber befindet sich der heilige Kilian. Vier Engel und das Christusmonogramm IHS bekrönen den Altar, der um 1470 entstanden ist.
Rechts vom Chorbogen steht im Hauptschiff ein Altar mit einer Holzfigur der Muttergottes in freier Haltung. Die spätgotische Figur stammt aus der Schule der Würzburger (im Umkreis von Tilman Riemenschneider) um 1515. Der Legende nach stand sie ursprünglich in der Watzendorfer Kirche. Über der Madonna steht in der Mitte der Erzengel Michael. Auf der rechten Seite ist eine Darstellung der heiligen Anna mit ihrer Tochter Maria und dem Jesusknaben zu sehen, ihnen gegenüber Joachim, der Vater von Maria.
Der Engelmessaltar im südlichen Seitenschiff, ein Schreinaltar, wurde um 1500 gefertigt. Die Bildwerke stammen aus dem Umfeld von Tilmann Riemenschneider. Um 1890 wurde der Rahmen im neugotischen Stil verändert. In der Mittelnische steht eine Figur der Muttergottes. Die Flügel werden von je zwei Reliefs mit Szenen aus dem Marienleben gebildet.
Die Deckengemälde entstanden um 1760. Sie stammen von dem Münchner Franz Anton Günther und zeigen im Hauptschiff vor dem Chorbogen Gott als Schöpfer der Welt, im Langhauszentrum die Aussendung des Heiligen Geistes auf Maria und die zwölf Apostel und am Ausgangsportal Christi Himmelfahrt. In den Seitenschiffen sind vor allem Szenen aus dem Leben von Johannes dem Täufer, dem Kirchen- und Schutzpatron der Stadt Seßlach, dargestellt.
Zur weiteren Ausstattung der Kirche gehören ein Sakramentshäuschen aus Sandstein im Chorraum aus dem Ende des 15. Jahrhunderts, ein Taufstein aus der Mitte des 16. Jahrhunderts im südlichen Seitenschiff und eine Kanzel aus marmoriertem Holz von 1696. Mehrere Renaissance-Epitaphe aus dem 16. Jahrhundert erinnern an das Seßlacher Adelsgeschlecht von Lichtenstein, die Würzburger Dienstmannen waren und ihre Grablege in der Kirche haben.

## Orgel

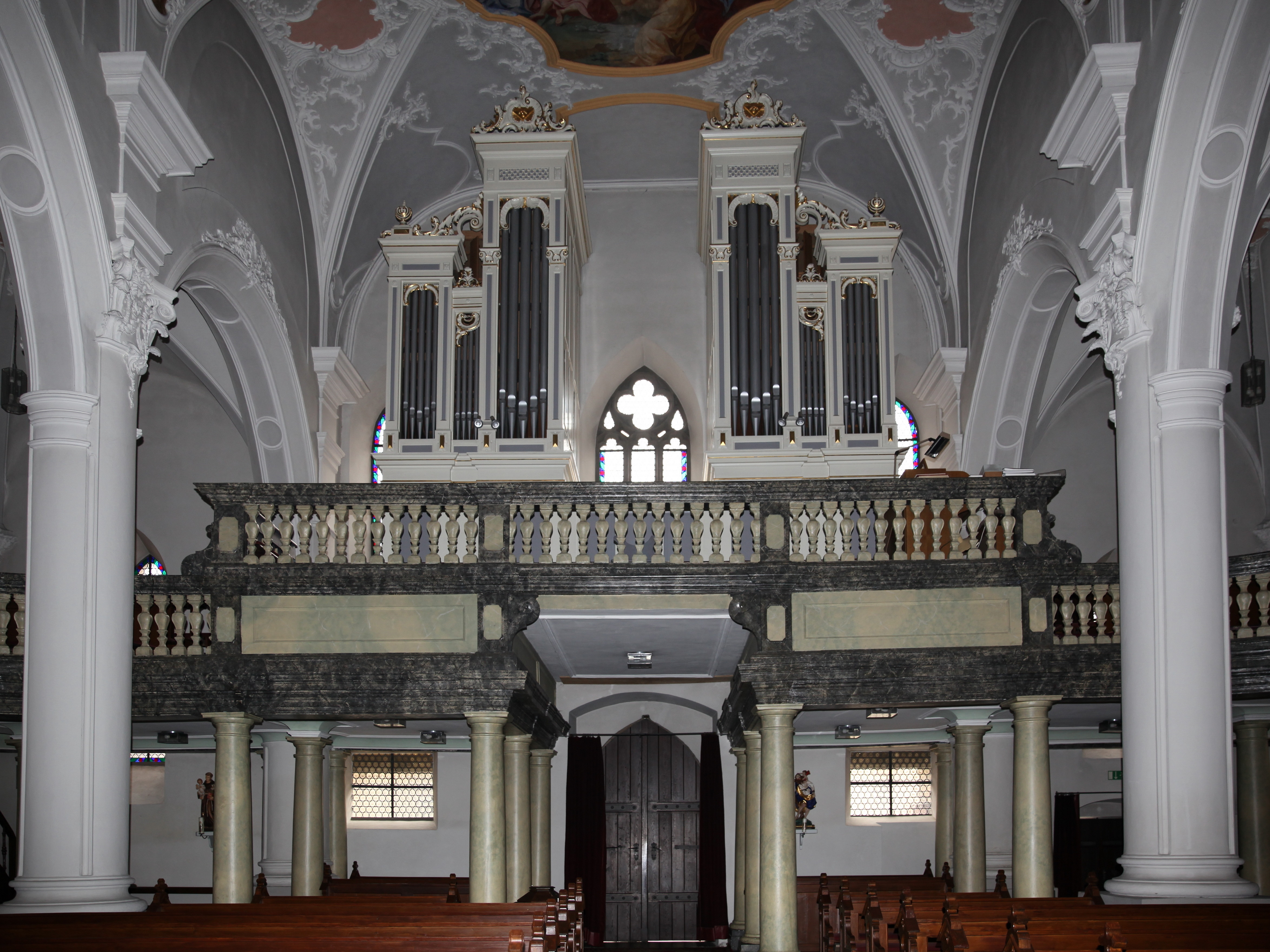
Orgel

1613 erhielt das Gotteshaus eine neue Orgel. Vermutlich wurde 1694 mit dem Einbau der Empore, die von toskanischen Säulen getragen wird, erneut ein Orgelneubau aufgestellt. Der Seßlacher Orgelbauer Johann Adam Schöpf erweiterte das Instrument 1765/1766 durch ein Positiv und erneuerte das Pedal. Auch am Gehäuse gab es umfangreiche Änderungen. Eine Instandsetzung führte 1878 der Bamberger Orgelbauer Peter Rett durch.
1888 wurde im Rahmen der teilweisen Neugotisierung der Kirche die obere Empore zurückgebaut und bis 1891 eine neue Orgel der Bayreuther Orgelbauwerkstatt Wolf & Sohn mit pneumatischen Kegelladen, einem neuen Pfeifenwerk und einem Neurenaissancegehäuse errichtet. 1938 erfolgte eine Modernisierung der Disposition nach Plänen des Bamberger Domkapellmeisters Klein durch die Lichtenfelser Orgelbauwerkstatt Dietmann. Im Rahmen einer Renovierung elektrifizierte die Markbreiter Orgelbauer Gebrüder Mann 1982 den Spieltisch. 2019 renovierte der Coburger Orgelbauer Christian Beck das Instrument.
Der Orgelprospekt besteht aus zwei um das Emporenfenster gruppierten Hälften. Der Mitte zugewandt ist je ein sehr schlanker Rechteckturm. Überlange Lisenen und Pilaster sowie waagrechte Gesimse schließen durch halbrunde Ornamente mit etwas Neurenaissance-Aufsatzschnitzerei die Pfeifenfelder. Die Orgel mit ihren 1390 Pfeifen hat 21 Register auf zwei Manualen und Pedal.

## Pfarrei
Nach der Säkularisation in Bayern kam es zu einer Neueinteilung der kirchlichen Sprengel. Die Pfarrei Seßlach wurde in der Folge 1810 dem Erzbistum Bamberg zugeordnet. Zur Pfarrei gehören Seßlach und die Filialkirchengemeinden Dietersdorf, Dürrenried, Oberelldorf, Rothenberg und Wasmuthhausen. Zusammen mit den Pfarreien St. Sebastian Autenhausen, St. Wolfgang Kaltenbrunn und Mariä Geburt Neundorf bildet sie im katholischen Dekanat Coburg seit 2007 eine Pfarreiengemeinschaft mit rund 5500 Katholiken.
Der Bamberger Erzbischof Joseph Otto Kolb stammte aus der Pfarrei Seßlach.